# 大西洋海滩 (佛罗里达州)
大西洋海滩（英語：Atlantic Beach），是美国佛罗里达州杜瓦爾縣下属的一座城市。建立于1926年。面积约为33.7平方公里（约合13平方英里）。根据2010年美国人口普查，该市有人口12,655人。论人口在本州排行第140。